# Teruelius feti
Espèce
Synonymes
- Grosphus feti Lourenço, 1996

Teruelius feti est une espèce de scorpions de la famille des Buthidae.

## Distribution
Cette espèce est endémique de la région Androy à Madagascar,. Elle se rencontre vers le cap Sainte-Marie.

## Description
Les mâles mesurent de 30 à 40 mm.
La femelle décrite par Lourenço, Rossi, Wilmé, Raherilalao, Soarimalala et Waeber en 2020 mesure 37,3 mm.

## Systématique et taxinomie
Cette espèce a été décrite sous le protonyme Grosphus feti par Lourenço en 1996. Elle est placée dans le genre Teruelius par Lowe et Kovařík en 2019, dans le genre Grosphus par Lourenço, Rossi, Wilmé, Raherilalao, Soarimalala et Waeber en 2020 puis dans le genre Teruelius par Lowe et Kovařík en 2022.

## Étymologie
Cette espèce est nommée en l'honneur de Victor Fet.

## Publication originale
- Lourenço, 1996 : « Scorpions (Chelicerata, Scorpiones). » Faune de Madagascar, vol. 87, p. 1-102 (texte intégral).